# Myotis phanluongi
Myotis phanluongi — вид рукокрилих роду Нічниця (Myotis).

## Поширення, поведінка
Відомий з В'єтнаму.